# اونارتوزوماب
اونارتوزوماب (انگلیسی: Onartuzumab) نوعی آنتی‌بادی مونوکلونال انسانی است که برای درمان نوع پیشرفته کارسینوم ریه سلول-غیرکوچک طراحی شده است. این ترکیب هم‌اکنون مراحل کارآزمایی بالینی را میگذراند.